# Nakajima Nobuyuki

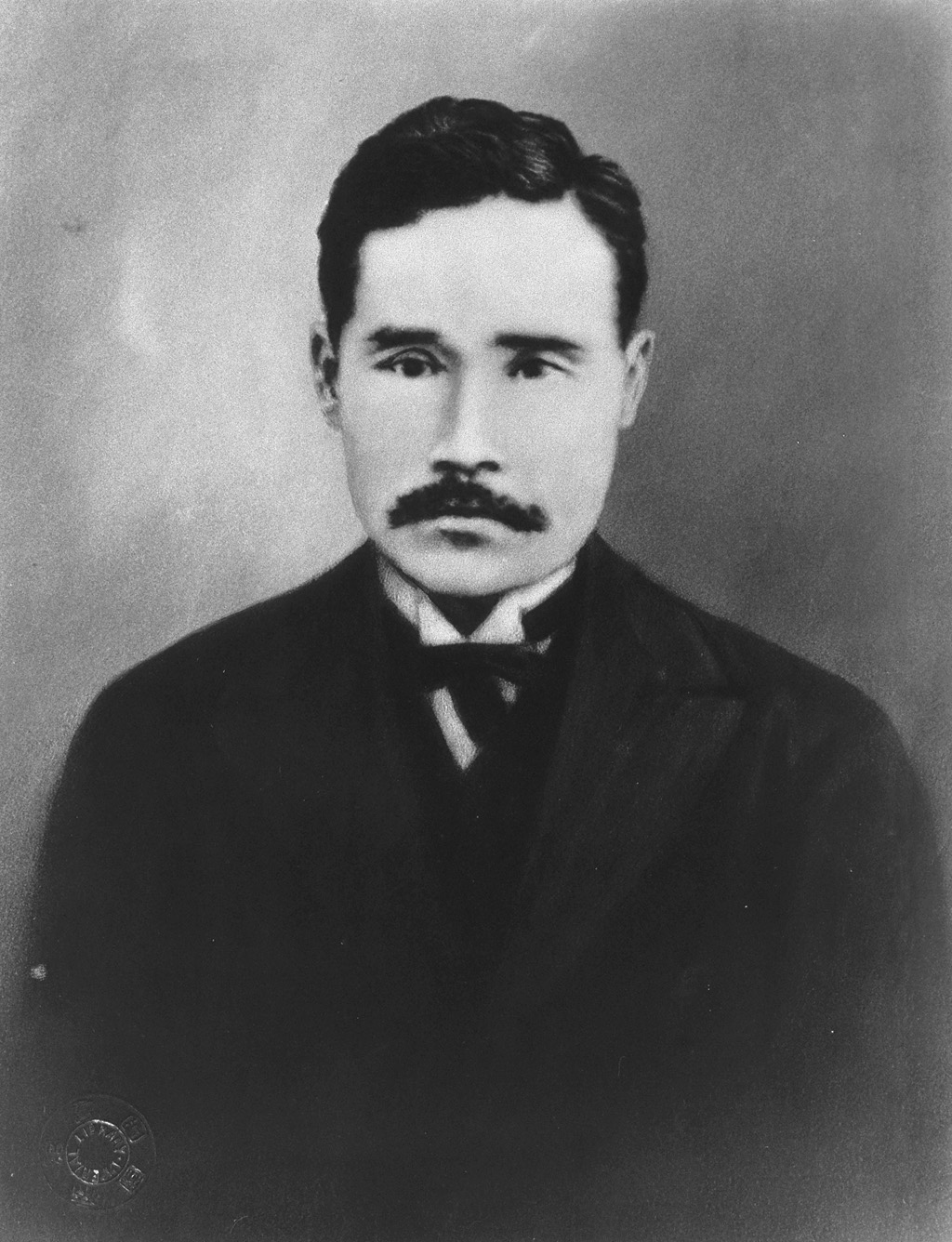
Nakajima Nobuyuki

Danshaku Nakajima Nobuyuki (japanisch 中島 信行; * 5. Oktober 1846 in Tsukaji-mura, Landkreis Takaoka, Provinz Tosa (heute Stadt Tosa, Präfektur Kōchi); † 26. März 1899 in Ōiso, Kanagawa) war ein japanischer Politiker der frühen Meiji-Zeit und 1890 bis 1891 der erste Präsident des gewählten Unterhauses im neuen Reichstag.

## Leben und Wirken
Nakajima Nobuyuki wurde als Sohn eines Gōshi (郷士), eines niederen Samurais, des Fürstentums Tosa/Kōchi unter dem Yamanouchi-Klan geboren. Er schloss sich als Jugendlicher der der „Tosa Kinnōtō“ „(土佐勤王党)“ des Takeichi Hampei (武市半平太; 1829–1865) an, eine Gruppe extremer Verfechter der Wiederherstellung der Kaisermacht. Er verließ den Tosa-Klan und schloss er sich Sakamoto Ryōma an.
Nach der Meiji-Restauration 1868 begann Nakajima für die neue Regierung zu arbeiten. Er traf mit christlichen gewordenen Japanern wie Niijima Jō zusammen und wurde selbst Christ. 1874 wurde er Gouverneur der Präfektur Kanagawa und dann ein Mitglied des Ältestenrats, dem Genrōin. Seine Sympathie für die „Bewegung für Demokratie“ (自由民権運動 Jiyū minken undō) brachte ihn dazu, sich von der Regierungstätigkeit zu lösen und sich 1881 der Liberalen Partei anzuschließen. Im folgenden Jahr wechselte er die Partei und wurde Präsident der „Rikken Seitō“ (立憲政党). 
1887 wurde Nakajima unter dem „Erlass zur Aufrechterhaltung des öffentlichen Friedens“ (保安条例 hoan jōrei) politische Tätigkeiten untersagt. Dennoch wurde er bei der ersten Wahl 1890 im Wahlkreis Kanagawa 5 für die [Konstitutionalistisch-]Liberale Partei ins Abgeordnetenhaus gewählt, das Unterhaus des unter der Reichsverfassung neu eingerichteten Reichstags. Er wurde erster Präsident des Abgeordnetenhauses. 1892 verließ er die Liberale Partei, wurde im selben Jahr Botschafter in Italien und erhielt zwei Jahre später einen Sitz im Herrenhaus, dem mehrheitlich ernannten Oberhaus des Reichstags. 
Nakajima starb nach einer Krankheit in Oiso. Seine zweite Frau, Kishida Toshiko, war eine frühe Vertreterin der Frauenrechtsbewegung.